# Halenia barbicaulis
Halenia barbicaulis är en gentianaväxtart som beskrevs av Ernest Friedrich Gilg. Halenia barbicaulis ingår i släktet Halenia och familjen gentianaväxter. Inga underarter finns listade i Catalogue of Life.